# Volo Trans International Airlines 863
Il volo Trans International Airlines 863 era un volo tecnico dall'aeroporto internazionale John F. Kennedy di New York City all'aeroporto internazionale di Washington-Dulles. L'8 settembre 1970, il Douglas DC-8 designato (numero di registrazione N4863T) si schiantò durante il decollo dalla pista 13R del JFK. Nessuno degli 11 occupanti, tutti membri dell'equipaggio, sopravvisse all'impatto.

## Aereo ed equipaggio
Il velivolo coinvolto era un Douglas DC-8-63CF di due anni, costruito nel 1968. Era spinto da quattro motori Pratt & Whitney JT3D-7. Aveva volato per 7 878 ore e cinque minuti prima dell'incidente.
Il comandante era il 49enne Joseph John May, che aveva accumulato 22 300 ore di volo, comprese 7 100 ore sul DC-8. Gli altri piloti della TIA lo chiamavano "Ron". Il primo ufficiale era il 47enne John Donald Loeffler, con 15 775 ore di volo, di cui 4 750 sul DC-8. L'ingegnere di volo era il 42enne Donald Kenneth Neely, con un'esperienza di 10 000 ore di volo, incluse 3 500 ore sul DC-8. A bordo c'erano anche otto assistenti di volo.

## L'incidente
Alle 16:04 (EST) l'aereo ricevette l'autorizzazione alla partenza dalla pista 13R dell'aeroporto JFK. La corsa per il decollo iniziò un minuto dopo, alle 16:05. Il decollo risultò insolitamente lento, con una rotazione verificatasi a 1.550 piedi (470 m) lungo la pista. A causa di ciò si verificò un tailstrike e il velivolo slittò sulla pista per 1.250 piedi (380 m). Il cockpit voice recorder (CVR) ne registrò il suono.
Alle 16:05:35 il comandante May disse "facciamolo decollare" al primo ufficiale Loeffler, che rispose "non posso controllare questa cosa, Ron". L'aereo riuscì a decollare dopo aver percorso 2.800 piedi (850 m) di pista. 1-2 secondi dopo si è attivato lo stick-shaker, avvertendo i piloti che l'aereo stava per andare in stallo. L'aereo picchiò 60-90 gradi con il muso in su, sollevandosi di soli 300-500 piedi (90-150 m) dal suolo. A quel punto il DC-8 rollò di 20 gradi a destra, poi bruscamente a sinistra, e stallò con il muso rivolto verso il basso. Si schiantò al suolo alle 16:05:52, esplose e prese fuoco all'impatto, non lasciando scampo a nessuno degli 11 a bordo.

## L'indagine
Il National Transportation Safety Board (NTSB) si prese carico dell'indagine. L'incidente è stato etichettato come "non sopravvivibile". Durante l'esame del relitto, gli investigatori scoprirono una pietra incastrata tra il martinetto e lo stabilizzatore orizzontale di destra. L'NTSB stabilì che tale sasso aveva bloccato il martinetto e causato la perdita del controllo del beccheggio, ma non fu in grado di determinare in che modo l'oggetto si era incastrato tra le due superfici, anche se un'ipotesi affermava che l'oggetto poteva esserci finito dentro per colpa della turbolenza di scia dell'aereo decollato prima del volo 863.
L'NTSB ha pubblicato il suo rapporto finale il 18 agosto 1971, con la sezione "probabile causa" che afferma:

## Conseguenze
Dopo l'incidente, la Federal Aviation Administration (FAA) ha istituito nuove distanze minime tra gli aeromobili in linea per il decollo.